# شارب القط الباهت
شارب القط الباهت (الاسم العلمي:Orthosiphon pallidus) هو نوع من النباتات يتبع جنس شارب القط من الفصيلة الشفوية.